# Liste der Baudenkmale in Hülsede
Die Liste der Baudenkmale in Hülsede enthält die Baudenkmale der  niedersächsischen Gemeinde Hülsede und ihrer Ortschaften.

## Grundlage der Denkmalliste
Grundlage der „Liste der Baudenkmale in Hülsede“ sind das Verzeichnis der Kulturdenkmale für die Gemeinde Hülsede im Vorentwurf Dorferneuerung Hülsede, Meinsen, Schmarrie und der niedersächsische Denkmalatlas. Der Stand der Liste ist der 24. April 2020.

## Baudenkmale nach Ortsteilen

### Hülsede
| Lage                                                   | Bezeichnung                         | Beschreibung | ID       | Bild           |
| ------------------------------------------------------ | ----------------------------------- | --- | -------- | -------------- |
| Süntel 52° 14′ 26″ N, 9° 20′ 29″ O                     | Kriegerdenkmal am Waldrand          | Das Ehrenmal für die Gefallenen im Ersten Weltkrieg aus Hülsede und Meinsen. Davor die Mauer mit Inschriften zur Erinnerung an die Gefallenen der beiden Orte im Zweiten Weltkrieg. Anlässlich der 950-Jahr-Feier Hülsedes wurden kleine Tafeln mit den Namen der Gefallenen ergänzt, da die steinernen Gedenktafeln kaum noch lesbar waren. | 36239212 |                |
| 52° 15′ 5″ N, 9° 21′ 56″ O                             | Am Sportplatz 2, Wassermühle        | Baudenkmal-Gruppe | 36216224 | BW             |
| Am Sportplatz 2 52° 15′ 5″ N, 9° 21′ 59″ O             | Wassermühle (Gutsmühle)             | Die seit etwa 1450 nachgewiesene Gutsmühle ist eine der ältesten Wassermühlen in Niedersachsen. Die Mühle wird durch den von einem Wehr aufgestauten Hülseder Bach gespeist. Das Gebäude entstand nach neueren Erkenntnissen 1554 zeitgleich mit dem Wasserschloss. Wohnhaus, Teich und Gelände sind Kulturdenkmale. | 36238374 |                |
| Am Sportplatz 2 52° 15′ 6″ N, 9° 21′ 58″ O             | Wohnhaus (Gutsmühle)                | Die seit etwa 1450 nachgewiesene Gutsmühle ist eine der ältesten Wassermühlen in Niedersachsen. Das zugehörige Wohnhaus wurde 1725 gebaut. | 36238746 |                |
| In der Rehre 3 52° 14′ 53″ N, 9° 21′ 40″ O             | Wohnwirtschaftsgebäude              | [ 5 ] |          |                |
| 52° 15′ 2″ N, 9° 21′ 38″ O                             | Ev. Pfarrkirche St.-Aegidien-Straße | Baudenkmal-Gruppe | 36216255 | BW             |
| St.-Aegidien-Straße 10 52° 15′ 1″ N, 9° 21′ 38″ O      | Ev. Pfarrkirche St. Aegidius        | Die Mitte des 15. Jahrhunderts errichtete gotische Kirche aus Bruchsteinmauerwerk. Turmfundament und Sakristei zeigen Reste einer Ende des 12. Jahrhunderts gebauten Vorgängerin. Die Kirche ist ein einschiffiger Gewölbebau. Bedeutsam ist die erhaltene Ausmalung der Kappen der Kreuzgewölbe in Fresco-Malerei aus dem Jahr 1577. | 36238435 | Weitere Bilder |
| St.-Aegidien-Straße 10 52° 15′ 2″ N, 9° 21′ 40″ O      | Pfarrhaus                           | Das 1810 errichtete zweistöckige Fachwerkwohnhauses erscheint durch seinen Baustil deutlich aktueller als gleichzeitig entstandene Dielenhäuser (Wohn-Wirtschafts-Gebäude) der Bauern. | 36238706 |                |
| St.-Aegidien-Straße 10 52° 15′ 3″ N, 9° 21′ 40″ O      | Ehemalige Scheune                   | | 36238726 |                |
| St.-Aegidien-Straße 9 52° 15′ 1″ N, 9° 21′ 35″ O       | Ehemalige Schule                    | Volksschule Hülsede. Schon für 1588 ist in Hülsede eine der ältesten Schulen im Schaumburger Land nachgewiesen. Der Schulbezirk umfasste Hülsede, Meinsen, Messenkamp, Altenhagen II, die Försterei Blumenhagen, die Mittelmühle, die Niedermühle und die Rittergutsmühle. Das 1897 gebaute Gebäude St.-Aegidien-Straße 9 ersetzte die vermutlich 1588 gebaute (der Türbalken ist jedoch datiert mit 1797) alte Schule an der St.-Aegidien-Straße 15. | 36238416 |                |
| 52° 14′ 58″ N, 9° 21′ 45″ O                            | Gut Hülsede Über der Becke          | Baudenkmal-Gruppe | 36216240 | Weitere Bilder |
| Über der Beeke 3, Hülsede 52° 14′ 57″ N, 9° 21′ 44″ O  | Gut Hülsede, Scheune 1              | Scheune. Die Hofgebäude sind Teile der früheren Vorburg des Schlosses. Rocken- und Wickenscheune sind noch aus dem 16. Jahrhundert erhalten, das Fachwerkgebäude aus dem Jahr 1819 war der Schafstall. | 36239989 |                |
| Über der Beeke 3, Hülsede 52° 14′ 59″ N, 9° 21′ 43″ O  | Gut Hülsede, Scheune 2              | Scheune | 36240012 |                |
| Über der Beeke 3, Hülsede 52° 14′ 57″ N, 9° 21′ 42″ O  | Gut Hülsede, Viehstall 1            | Stall | 36240058 | BW             |
| Über der Beeke 3, Hülsede 52° 14′ 56″ N, 9° 21′ 43″ O  | Gut Hülsede, Viehstall 2            | Stall | 36238457 |                |
| Über der Beeke 3, Hülsede 52° 14′ 58″ N, 9° 21′ 47″ O  | Schloss Hülsede                     | Schloss (Bauwerk). Im 14. Jahrhundert entstand ein Steinhaus im gotischen Stil an der Beeke in Hülsede. Von diesem sind noch gotische Säulen in einem Keller erhalten. Von 1529 bis 1548 erweiterte Claus von Rottorp das Anwesen zu einer vierflügeligen Anlage mit einem Wassergraben unmittelbar um das Haus, einer Wallanlage mit Ecktürmen und einem weiteren Verteidigungswassergraben. Das Anwesen hatte eine starke ständige Besatzung. Der Edelhof ist die älteste vollständig erhaltene Burg im Stil der Weserrenaissance mit zwei Treppentürmen und Arkaden im Innenhof. Das Dach des ab 1979 restaurieren Wasserschlosses ist mit Sollingsandsteinplatten gedeckt. | 36238349 | Weitere Bilder |
| Über der Beeke 3, Hülsede 52° 14′ 58″ N, 9° 21′ 46″ O  | Schloss Hülsede                     | Graft | 36239431 |                |
| Über der Beeke 3, Hülsede 52° 14′ 58″ N, 9° 21′ 49″ O  | Schloss Hülsede                     | Landschaftspark | 36239582 | BW             |
| Über der Beeke 12 52° 14′ 56″ N, 9° 21′ 40″ O          | Wohnwirtschaftsgebäude              | Alte Dorfschmiede, bereits 1574 wurde eine Schmiede an dieser Stelle erwähnt. Das 1787 durch Johan Wilhelm Bake erbaute Gebäude wurde in letzter Zeit aufwändig restauriert. | 36238480 |                |
| Kirchweg 40, Hülsede 52° 15′ 26″ N, 9° 22′ 18″ O       | Scheune an der Straße               | Die Niedermühle wurde 1895 durch Tischlermeister Friedrich Heine gepachtet und als Sägemühle genutzt. Die Geschichte der Mühle geht bis ins 13. Jahrhundert zurück. Der Türbalken der Längsdurchfahrtsscheune an der Straße trägt die Jahreszahl 1828. | 36238562 |                |
| 52° 14′ 58″ N, 9° 21′ 45″ O                            | Wassermühle, Zur Mittelmühle 1      | Baudenkmal-Gruppe | 38391496 |                |
| Zur Mittelmühle 1, Hülsede 52° 15′ 19″ N, 9° 22′ 28″ O | Mittelmühle                         | Wassermühle. Erstmals 1310 urkundlich erwähnte Wassermühle bei der Rodenberger Aue. Die drei erhaltenen heutigen Gebäude stammen aus dem 19. Jahrhundert. Mühle und Scheune sind seit 2009 Kulturdenkmal. | 38391652 | BW             |
| Zur Mittelmühle 1, Hülsede 52° 15′ 19″ N, 9° 22′ 27″ O | Mittelmühle                         | Wohnhausanbau | 38391671 | BW             |
| Zur Mittelmühle 1, Hülsede 52° 15′ 20″ N, 9° 22′ 27″ O | Mittelmühle                         | Scheune | 38391690 | BW             |

### Meinsen
| Lage                                                   | Bezeichnung                                         | Beschreibung      | ID       | Bild |
| ------------------------------------------------------ | --------------------------------------------------- | ----------------- | -------- | ---- |
| Cloppenburg 8 52° 15′ 26″ N, 9° 21′ 19″ O              | Ehemalige Schmiede mit Stauwehr und Teich           |                   | 36238519 |      |
| Cloppenburg 8 52° 15′ 26″ N, 9° 21′ 20″ O              | Ehemalige Schmiede mit Stauwehr und Teich, Schmiede | Schmiede          | 36238519 | BW   |
| Cloppenburg 8 52° 15′ 26″ N, 9° 21′ 19″ O              | Ehemalige Schmiede mit Stauwehr und Teich, Stauwehr | Stauwehr          | 36239392 | BW   |
| Cloppenburg 8 52° 15′ 25″ N, 9° 21′ 19″ O              | Ehemalige Schmiede mit Stauwehr und Teich, Teich    | Teich             | 36239543 | BW   |
| Meinser Straße 6 52° 15′ 11″ N, 9° 21′ 9″ O            | Wohnwirtschaftsgebäude                              | [ 5 ]             |          | BW   |
| 52° 15′ 16″ N, 9° 21′ 13″ O                            | Hofanlage Meinser Straße 22                         | Baudenkmal-Gruppe | 36216284 |      |
| Meinser Straße 22, Hülsede 52° 15′ 16″ N, 9° 21′ 11″ O | Hofanlage Meinser Straße 22, Scheune I              | Scheune           | 36239020 | BW   |
| Meinser Straße 22, Hülsede 52° 15′ 14″ N, 9° 21′ 12″ O | Hofanlage Meinser Straße 22, Scheune II             | Scheune           | 36239043 | BW   |
| Meinser Straße 22, Hülsede 52° 15′ 16″ N, 9° 21′ 15″ O | Hofanlage Meinser Straße 22, Stall                  | Stall             | 36239066 | BW   |
| Meinser Straße 22, Hülsede 52° 15′ 17″ N, 9° 21′ 13″ O | Hofanlage Meinser Straße 22, Wohnhaus               | Wohnhaus          | 36238539 | BW   |

### Schmarrie
| Lage                                                      | Bezeichnung                          | Beschreibung | ID       | Bild |
| --------------------------------------------------------- | ------------------------------------ | --- | -------- | ---- |
| Im Winkel 2, Hülsede 52° 14′ 31″ N, 9° 22′ 32″ O          | Wohn-/Wirtschaftsgebäude             | | 36238582 | BW   |
| Schmarrier Straße, Hülsede 52° 14′ 36″ N, 9° 22′ 31″ O    | Kriegerdenkmal                       | Ehrenmal aus grauem Granit für Schmarries Gefallene im Ersten und Zweiten Weltkrieg. Der zentrale Platz des Dorfes um das Denkmal wurde 2018 umgestaltet. | 36238601 |      |
| Schmarrier Straße 29 52° 14′ 44″ N, 9° 22′ 35″ O          | Speicher (Bauwerk)                   | | 36238642 | BW   |
| 52° 14′ 30″ N, 9° 22′ 28″ O                               | Hofanlage Schmarrier Str. 24, 26, 28 | Baudenkmal-Gruppe | 36216314 |      |
| Schmarrier Straße 24, Hülsede 52° 14′ 30″ N, 9° 22′ 27″ O | Hauptgebäude                         | | 36239710 | BW   |
| Schmarrier Straße 24, Hülsede 52° 14′ 30″ N, 9° 22′ 26″ O | Wirtschaftsanbau                     | | 36239882 | BW   |
| Schmarrier Straße 26, Hülsede 52° 14′ 30″ N, 9° 22′ 25″ O | Wohnhaus                             | | 36239968 | BW   |
| Schmarrier Straße 24, Hülsede 52° 14′ 30″ N, 9° 22′ 24″ O | Scheune                              | | 36239796 | BW   |
| Schmarrier Straße 28, Hülsede 52° 14′ 29″ N, 9° 22′ 26″ O | Wohnhaus                             | | 36238621 | BW   |
| 52° 14′ 37″ N, 9° 22′ 25″ O                               | Hofanlage Schmarrier Straße 4        | Baudenkmal-Gruppe | 36216300 |      |
| Schmarrier Straße 4, Hülsede 52° 14′ 37″ N, 9° 22′ 23″ O  | Wohnhaus                             | | 36238661 |      |
| Schmarrier Straße 4, Hülsede 52° 14′ 38″ N, 9° 22′ 25″ O  | Scheune                              | | 36238997 |      |
| Schmarrier Straße 4, Hülsede 52° 14′ 38″ N, 9° 22′ 25″ O  | Scheune                              | | 36239088 |      |
| Hülsede 52° 14′ 37″ N, 9° 22′ 25″ O                       | Eisenhammer                          | Baudenkmal-Gruppe. Die Anlage mit mehreren Einzelgebäuden, Stauwehranlage und Gräben ist vollständig erhalten und deshalb besonders wertvoll. Das 1864 gebaute zweistöckige Ern-Tennenhaus ist als eines der ältesten bäuerlichen Wohnhäuser der Gegend nicht mit einer mit Wagen befahrbaren Diele, sondern mit von einem Flur zugänglichen Räumen und Treppenhaus erschlossen. | 36217191 | BW   |
| Eisenhammer, Hülsede 52° 13′ 31″ N, 9° 21′ 36″ O          | Wohn-/Wirtschaftsgebäude             | | 36239234 |      |
| Eisenhammer, Hülsede 52° 13′ 32″ N, 9° 21′ 36″ O          | Scheune                              | | 44680889 | BW   |
| Eisenhammer, Hülsede 52° 13′ 32″ N, 9° 21′ 35″ O          | Wohnhaus                             | | 44680845 | BW   |
| Eisenhammer, Hülsede 52° 13′ 32″ N, 9° 21′ 34″ O          | Hammerwerk                           | | 36239263 | BW   |
| Eisenhammer, Hülsede 52° 13′ 31″ N, 9° 21′ 33″ O          | Teich                                | | 36239369 | BW   |
| Eisenhammer, Hülsede 52° 13′ 31″ N, 9° 21′ 37″ O          | Wasserläufe                          | | 36239518 | BW   |
| Hülsede 52° 13′ 29″ N, 9° 21′ 22″ O                       | Hofanlage Herriehausen 2, 3          | Baudenkmal-Gruppe. Der erstmals 1346 erwähnte Einzelhof wurde 1964 mit seinen 22 Einwohnern nach Schmarrie eingegliedert. Er ist einer der größten historischen Meierhöfe im Schaumburger Land. Das Haupthaus wurde 1778 gebaut, eine zweischiffige Längsdurchfahrtsscheune 1783, das große Altenteilerhaus 1790. Zur Hofanlage gehört eine eigene Wassermühle mit oberschlächtigem Wasserrad. Es wird Ackerbau und Milchwirtschaft betrieben. Auf jahrzehntealten Karten noch als Ausflugslokal verzeichnet, ist Herriehausen seit über 30 Jahren Ferienhof. | 36216270 |      |
| Herriehausen 2, 3, Hülsede 52° 13′ 31″ N, 9° 21′ 24″ O    | Scheune                              | | 36238328 |      |
| Herriehausen 2, 3, Hülsede 52° 13′ 30″ N, 9° 21′ 25″ O    | Mühle (Baukomplex)                   | | 36239947 | BW   |
| Herriehausen 2, 3, Hülsede 52° 13′ 29″ N, 9° 21′ 25″ O    | Nebenwohnhaus                        | | 36239861 |      |
| Herriehausen 2, 3, Hülsede 52° 13′ 29″ N, 9° 21′ 23″ O    | Haupthaus                            | | 36239689 | BW   |
| Herriehausen 2, 3, Hülsede 52° 13′ 28″ N, 9° 21′ 21″ O    | Leibzucht                            | | 36239775 | BW   |